# متسوطة صقلوبية
المُتَسَوِّطَة الصُقْلوبِيَّة (الاسم العلمي:Callimastix cyclopis) هي نوع من الفطريات تتبع جنس المتسوطة من فصيلة المتسوطات.